# Clément Chausson
 (juin 2015).
Si vous disposez d'ouvrages ou d'articles de référence ou si vous connaissez des sites web de qualité traitant du thème abordé ici, merci de compléter l'article en donnant les références utiles à sa vérifiabilité et en les liant à la section « Notes et références ».
Clément Chausson, né le 25 novembre 1887 à Saint-Hilaire-Foissac (Corrèze) et mort 12 janvier 1961 à Saint-Bonnet-Avalouze (Corrèze), est un homme politique français, membre du Parti communiste.

## Biographie
Issu d'une famille de paysans établie à Égletons, Clément Chausson devint instituteur. Nommé dans l'Oise, il quitte peu après l'enseignement et regagne la Corrèze. Comptable à la distillerie Labounoux de Montaignac-Saint-Hippolyte, il milite au Parti socialiste auquel il avait adhéré en 1908.
Au lendemain de la Première Guerre mondiale, Clément Chausson opte pour la IIIe Internationale et exerce des fonctions dirigeantes au sein de la fédération de la Corrèze du Parti communiste. Délégué à la propagande, il compte parmi les fondateurs de l'hebdomadaire Le Travailleur de la Corrèze qu'il dirige en 1920, puis de 1935 à 1939 et après 1945. Candidat malheureux aux élections législatives de 1928 et de 1932 dans la première circonscription de Tulle, il est par ailleurs élu maire de Moustier-Ventadour en 1929 et conserve son mandat en 1935.
Marchand de bois à Égletons depuis 1932, Clément Chausson réussit pleinement dans cette nouvelle profession et préside le syndicat des marchands de bois de la Corrèze.
Refusant de se désolidariser du pacte germano-soviétique et fidèle à la ligne du Parti communiste, il est déchu de son mandat de maire en octobre 1939. Poursuivant ses activités militantes pendant l'Occupation, il est interné, s'évade, condamné à un an de prison par contumace à Limoges en 1941, puis à dix ans de travaux forcés à Toulouse : il s'évade à nouveau.
Membre du Comité départemental de libération, il redevient maire de Moustier-Ventadour à la suite des élections d'avril 1945. Peu après, son parti lui confie la tête de liste en Corrèze pour les élections du 21 octobre 1945 à la première Assemblée nationale Constituante. Avec 39,4 % des suffrages, la liste communiste arrive largement en tête et remporte deux des quatre sièges à pourvoir, Clément Chausson étant le seul élu au quotient. Il en va de même (38,5 %) aux élections du 2 juin 1946 pour la seconde Assemblée nationale Constituante. Siégeant à la Commission des affaires économiques, Clément Chausson participe peu aux travaux des Assemblées Constituantes mais défend les intérêts de son département, spécialement en matière de transport ferroviaire : il interroge le ministre des travaux publics sur le remplacement du tronçon Eygurande-Bort-les-Orgues et dépose une proposition de résolution relative à la continuité du trafic sur la ligne Paris-Aurillac-Béziers.
Réélu aux élections législatives des 10 novembre 1946 et 17 juin 1951, avec respectivement 39,8 % et 40,4 % des suffrages à la liste communiste, Clément Chausson siège toujours à la Commission des affaires économiques et continue de s'intéresser aux questions touchant son département. Le 24 octobre 1950 il dépose une proposition de loi relative aux prêts consentis par le Crédit agricole en vue de l'équipement agricole. Le 28 décembre 1949, dans la discussion du budget de 1950, il soutient son amendement portant augmentation des crédits pour la construction du chemin de fer Bort-les-Orgues-Eygurande. Le 22 octobre 1953 il prend part à la discussion d'interpellations sur la politique agricole du gouvernement.
La manufacture d'armes de Tulle constitue le principal centre de l'activité parlementaire de Clément Chausson. Élu maire de cette ville en 1947, il exercera cette fonction jusqu'en 1949 et conservera son mandat de conseiller municipal aux élections de 1953.
Le 31 mai 1950, dans la discussion des crédits du ministère de l'intérieur pour 1950, il intervient sur les incidents survenus dans cette ville. Le 6 octobre 1953 il demande à interpeller le gouvernement sur son intention de fermer la manufacture. Le 24 novembre de la même année il dépose une proposition de résolution invitant le gouvernement à ne procéder à aucun licenciement à la manufacture et à y envisager la création d'un secteur de fabrications civiles. Il reviendra sur les licenciements en 1954 : le 2 mars en demandant à interpeller le gouvernement et le 19 mars en tentant de les interdire à l'occasion de l'examen des crédits de la défense nationale.
Devenu exploitant agricole après la Libération, n'ayant jamais travaillé en usine, Clément Chausson représente bien ce "communisme rural", issu d'une tradition de gauche mais aussi de la Résistance, qui s'est largement implanté dans le Limousin et le sud de la France. Pour raisons de santé, il ne se représente pas aux élections législatives du 2 juin 1956. Il décède le 12 janvier 1961.